# VdB 74
vdB 74 è una nebulosa a riflessione visibile nella costellazione dell'Unicorno.
Si individua a circa 1° a WNW della stella γ Monocerotis, una gigante arancione di magnitudine 3,99 ben visibile anche ad occhio nudo; la nube può essere osservata e fotografata attraverso un telescopio amatoriale di media potenza, in cui si mostra come una macchia nebbiosa attorno a una stella di decima magnitudine. Questa stella, la responsabile dell'illuminazione dei gas della nube stessa, è BD-06 1444, una stella azzurra di classe spettrale B4V e di magnitudine 10,98, che conferisce alla nube un colore azzurrognolo; si tratta di uno dei membri più periferici dell'associazione Monoceros R2, un'associazione OB legata all'omonima nube molecolare, posta a circa 830 parsec (2700 anni luce). Il centro di questa nube molecolare si trova circa 1,5° ad ovest, in coincidenza delle nebulose NGC 2170, vdB 68 e vdB 69, mentre alcune sue diramazioni si estendono per alcuni gradi in direzione nord ed est, fino alla regione in cui si trova BD-06 1444.
La zona centrale della nube Monoceros R2 ospita dei fenomeni di formazione stellare, come è testimoniato dalla presenza di diverse protostelle facenti parte di un giovane ammasso in formazione, numerosi getti di gas molecolare e discrete sorgenti di radiazione infrarossa e raggi X. Le stelle dell'associazione Mon R2 sono nate circa 6 milioni di anni fa, quando ha avuto luogo il primo ciclo di formazione stellare che ha interessato la regione; ad innescarla sarebbe stata una superbolla in espansione del diametro di alcune centinaia di parsec.